# Sophie Wilma Deierkauf-Holsboer
Sophie Wilma Deierkauf-Holsboer, née le 3 juin 1902 à Lubeck et morte le 14 juillet 1993 à Plaisir, est une historienne du théâtre française du XXe siècle.

## Publications non datées
- Le théâtre du Marais
- L'histoire de la mise en scène dans le théâtre français à Paris de 1600 à 1673
- Le théâtre de l'Hôtel de Bourgogne
- Vie d'Alexandre Hardy, poète du roi, 1572-1632
- L'histoire de la mise en scène dans le théâtre français de 1600 à 1657
- Le théâtre de l'Hôtel de Bourgogne. 1635-1680
- Vie d'Alexandre Hardy, poète du roi, quarante-deux documents inédits
- L'histoire de la mise en scène dans le théâtre français de 1600 a 1673

## Publications datées
- La période de gloire et de fortune : 1634 (1629) - 1683, 1954.
- La période de gloire et de fortune : 1654 (1629) - 1648, 1954.
- Le théâtre du Marais. 1634 (1629) - 1648, 46 documents inédits, 1954.
- Le théâtre du Marais. 1648-1673, 82 documents inédits, 1958.
- Le berceau de l'opéra et de la comédie française : 1648-1683, 1958.
- Le berceau de l'Opéra et de la Comédie-Française : 1648-1675, 1958.
- L'histoire de la mise en scène dans le théâtre français à Paris de 1600 à 1663, 1960.
- Le théâtre de l'Hôtel de Bourgogne, documents inédits, 1968.
- Le théâtre de la troupe royale : 1635-1680, 1970.